# Steam
Steam ([stiːm], с англ. — «пар») — онлайн-сервис цифрового распространения компьютерных игр и программ, разработанный и поддерживаемый компанией Valve. Steam выполняет роль средства технической защиты авторских прав, платформы для многопользовательских игр и потокового вещания, а также социальной сети для игроков. Программный клиент Steam также обеспечивает установку и регулярное обновление игр, облачные сохранения игр, текстовую и голосовую связь между игроками.
На начало 2021 года через Steam предлагалось к продаже свыше 50 тысяч игр, и это количество увеличивалось ежегодно на 8—10 тысяч игр. В 2020 году число активных пользователей сервиса, использовавших его хотя бы один раз в месяц, превышало 120,4 миллиона.
C 2016 года была утверждена премия в области компьютерных игр Steam Awards, в рамках которой отбираются лауреаты посредством голосования среди пользователей службы цифровой дистрибуции.

## История

Меню «Библиотека» с 2019 до 2023 года

Steam пришёл на смену системе WON (World Opponent Network), которая была более узкоспециализированным сервисом и не являлась системой распространения данных через Интернет (цифровой дистрибуции). История Steam началась в 1999 году и связана с успехом игр Team Fortress Classic (TFC) и Counter-Strike (CS). Ещё до выхода своих финальных версий, они стали одними из самых популярных многопользовательских игр. В то время их популярность достигала не более 2—3 тысяч активных игроков. Спустя несколько лет число игроков TFC и CS возросло в несколько раз. В результате Valve приступила к пересмотру традиционных методов организации онлайн-игр. Необходимо было решить проблемы для дальнейшего роста числа игроков. В основном это касалось автоматического обновления, совершенствования античит-системы.
Когда создатели работали над этой системой, им пришла идея использовать эту платформу для продажи игр. Реализация идеи представилась слишком дорогой, поэтому в Valve искали сотрудничества с различными компаниями, такими как Amazon, Yahoo и Cisco, предлагая данный подход, но все ограничивались обещаниями. Поскольку система была так необходима Valve, компания решила, что будет сама осуществлять эту задумку.
Steam впервые был представлен на Game Developers Conference 22 марта 2002 года. Версия Steam 1.0 стала доступна во время бета-тестирования Counter-Strike 1.4. Установка Steam была обязательна для бета-тестеров CS 1.4, но являлась лишь дополнительным компонентом для финальной версии.
В марте 2023 года Steam сообщил о прекращении поддержки Windows 7 и Windows 8 с 1 января 2024 года.

### Дальнейшая разработка
В Steam 2.0 был несколько изменён пользовательский интерфейс и интегрирована система мгновенного обмена сообщениями с друзьями. В конце 2003 года Valve объявила о своих планах закрытия WON и обязательной установки Steam для онлайн-игр Valve. Это вызвало гнев многих игроков, которые затем создали WON2 в качестве замены. 26 июля 2004 года WON была закрыта и заменена Steam.
В сентябре 2004 года стало известно о суде Vivendi Games с Valve. Первая компания утверждала, что распространение Half-Life 2 через Steam нарушило издательский контракт. Vivendi проиграла дело, и ей было запрещено продолжать лицензирование игр Valve для интернет-кафе. Позже контракт между этими двумя компаниями был расторгнут, и Valve выбрали Electronic Arts новым розничным издателем.
В ноябре 2004 года Valve выпустила Half-Life 2 — первую однопользовательскую игру, требующую Steam-клиент в обязательном порядке. К концу 2005 года в Steam впервые появились игры сторонних разработчиков: Rag Doll Kung Fu (12 октября) и Darwinia (14 декабря).
В августе 2006 года начался переход к Steam 3.0. Вначале был изменён дизайн официального сайта, а затем, в декабре, значительно переработан и внешний вид программы. Тона́ оформления программы были изменены с серо-зелёного на тёмно-серый. Также был изменён формат скинов, в результате чего скины для старой (второй) версии перестали работать. Следующий шаг последовал в августе 2007 года — вышла первая бета-версия сервиса Steam Community, позволявшего игрокам, в частности, общаться и устраивать состязания; релиз Steam Community состоялся в сентябре.

Меню «Библиотека» до 2019 года

В начале 2008 года Valve сделали платформу Steam более открытой, выпустив Steamworks. Этот пакет предоставляет разработчикам и издателям функциональность Steam (или его частей) бесплатно. Это касается, прежде всего, статистики и DRM-функций. Цель этого шага — укрепить рынок компьютерных игр и шире распространить Steam. Первая игра, использующая эти возможности, появилась в середине февраля. Это была музыкальная аркада Audiosurf. Она распространяется через Steam и использует Steamworks для интеграции со Steam Community и системой достижений.
4 октября 2008 года через Steam стали доступны первые пять модификаций для Source-игр (ранее все модификации необходимо было скачивать и устанавливать вручную); в начале февраля 2009 к ним прибавилось ещё два мода. 16 марта 2009 года в Steamworks была реализована новая функция для разработчиков игр под названием Downloadable Content (DLC). Это позволило разработчикам публиковать дополнительный внутриигровой контент по небольшим ценам (около 1—15 $), что, по сути, является аналогом микротранзакций. Первыми играми с поддержкой DLC стали The Maw и Far Cry 2.
В конце 2009 года был незначительно изменён дизайн официального сайта — вместо тёмно-жёлтых появились голубые тона, а также появилась возможность онлайн-покупки игр через сайт Steam без использования программы Steam. Одновременно Valve начала разработку четвёртой версии Steam с совершенно новым оформлением. Бета-версия вышла в конце февраля 2010 года, в ней были значительно переработаны все интерфейсные меню. Одновременно для бета-пользователей был сильно изменён дизайн официального сайта. Почти полностью был переделан дизайн оболочки Steam, а также внутриигрового оверлея. В частности, вместо трёх стандартных списков «Игры», «Трейлеры» и «Инструменты» появилось новое меню «Библиотека», в которое, помимо этих трёх подразделов, добавился новый — «Загрузки». При этом стало доступно три варианта отображения игр — список с подробной информацией и фоном, крупный список с обновлёнными иконками и сетка с иконками большого размера. Компактный вид перестал поддерживаться. Помимо этого, были исправлены многие ошибки, встроенный браузер стал использовать движок WebKit вместо Trident, доступного только для Windows, что значительно увеличило производительность и безопасность работы, а также дало возможность портирования на другие платформы. Формат скинов для четвёртой версии также претерпел изменения, что сделало нерабочими скины третьей версии. 28 апреля 2010 года Valve выпустила стабильную версию. Также было сделано обновление дизайна сообщества Steam и главной веб-страницы Steam для всех пользователей. В релизной версии была восстановлена возможность сворачивания меню «Библиотека» в компактный вид, при этом старые низкоформатные иконки были заменены новыми красочными в объёмном стиле. Данное обновление стало самым крупным с момента запуска Steam в 2003 году.
Данная версия Steam вызвала неоднозначные отзывы со стороны сообщества. С одной стороны, интерфейс стал более интуитивным, логичным, современным и красочным. С другой — присутствовало много огрехов, недоделок, а также были проблемы с быстродействием на слабых машинах. Это было исправлено в последующих обновлениях.
В марте 2010 года на официальных сайтах Valve появилась информация о будущем переносе Steam и всех Source-игр на Mac OS X. 12 мая 2010 года вышла финальная версия Steam на Mac. Некоторое время на Mac OS X наблюдались проблемы с производительностью, но 18 августа Valve сообщила о том, что стали доступны обновления, улучшающие производительность.
10 сентября был анонсирован и запущен в бета-тест кошелёк Steam, с помощью которого пользователи могли бы переводить на него определённые суммы денег, чтобы использовать их позже. Окончательно он появился в Steam 30 сентября вместе с обновлением игры Team Fortress 2.
3 марта 2011 года Valve анонсировала и запустила в бета-тест сервис Steam Guard, который должен был обеспечить дополнительную безопасность учётных записей пользователей. При включении данного сервиса доступ к учётной записи Steam становился возможным только с текущего компьютера; чтобы войти в запись с другого компьютера, необходимо было ввести дополнительный код, который высылался на электронную почту. Steam Guard был также показан на выставке CeBit 2011 Гейбом Ньюэллом, который там же опубликовал пароль к своей учётной записи и заявил, что никто не сможет его украсть. Сервис стал общедоступен 16 марта.
13 сентября 2011 года для пользователей с российским IP-адресом в систему были введены рубли.
26 января 2012 года была анонсирована бета-версия клиента Steam для операционных систем iOS и Android. Пользователи iOS- и Android-устройств могут с его помощью общаться с друзьями, посещать сообщества, просматривать скриншоты, читать новости и следить за происходящим в самом онлайн-магазине.
В апреле 2012 года на интернет-ресурсе «Phoronix» была опубликована информация о подготовке выпуска Steam и платформы Source для Linux. 22 декабря на официальном сайте Steam появилась открытая бета-версия программы, а в феврале 2013 была опубликована первая стабильная версия.
2 октября 2012 года появился раздел «Программы» (Software).
23 сентября 2013 года была анонсирована операционная система SteamOS, разработанная на базе Linux и ориентированная на запуск игр из библиотеки Steam на большом экране телевизора.
2 июня 2015 года Steam запустил систему возврата средств за купленные игры (и бо́льшую часть DLC), если компьютер пользователя не удовлетворяет системным требованиям игры или она игроку не понравилась.
На 2015 год через Steam распространялось порядка 10 тысяч игр для операционной системы Windows, свыше 2300 игр для macOS и свыше 1500 игр для Linux. Количество активных учётных записей Steam превышает 125 миллионов.
22 августа 2018 года Valve выпустила бета-версию Proton, встроенного в клиент Steam для Linux и позволяющего запускать игры, сделанные для Windows. Сам Proton является модификацией Wine с дополнительными наработками от Valve, среди которых слой совместимости DXVK для транслирования Direct3D 10/11 в Vulkan, а также ПО для работы с контроллерами, поддерживаемые Steam.
В ноябре 2019 года в Steam была добавлена функция Steam Remote Play Together. Она предоставила возможность играть в локальные многопользовательские игры пользователям, находящимся в удалённых друг от друга местах.
2 марта 2025 года на платформе был достигнут рекорд — более 40 млн одновременно играющих игроков.

## Возможности

### Платформа цифровой дистрибуции
- Steam выступает в роли технического средства защиты авторских прав (DRM) (причём даже если используется коробочная версия игры, нет необходимости всё время вставлять в привод диск с игрой).
- Возможность купить игру для другого человека в качестве подарка или подарить кому-либо «лишнюю» игру, купленную повторно в составе сборника. Например, владельцы Half-Life 2 и/или Half-Life 2: Episode One могли подарить эти игры другим людям, если приобрели сборник The Orange Box. Для этого достаточно указать e-mail получателя или выбрать его аккаунт в списке соответствующего диалога (при этом аккаунт получателя должен быть добавлен в список друзей — Steam Friends). Подарки стали самой распространённой формой покупки Steam-игр через третьих лиц среди пользователей, не имеющих возможности купить игру напрямую из-за отсутствия кредитной карты. После перевода денег посреднику тот покупает игру как подарок через кредитную карту и отправляет покупателю по электронной почте или через Steam. Цены у продавцов, покупающих игры легально со своей кредитной карты, как правило, несколько выше цен игр в Steam. У продавцов, занимающихся кардингом, цены могут быть в несколько раз ниже (обычно 5—10 $ за игру), однако при этом появляется риск отзыва подарка и блокировки Steam-аккаунта в случае, если владелец кредитной карты обнаружит снятие средств и выполнит отказ от платежа.
- Предоставление региональных цен — в разных регионах цена может отличаться от стандартной или быть разной для отличающихся названий одной игры.
- В Steam реализована региональная защита ввиду того, что в разных регионах коробочные издания Steam-игр имеют разную стоимость. Иными словами, игры, купленные в России (в коробочном варианте), не будут работать за пределами СНГ (такая защита была осуществлена к выходу Half-Life 2: Episode One в 2006 году[44]). В то же время данный подход позволяет издателям сделать доступной любую официальную озвучку, так как издатели могут не опасаться реэкспорта игр.
- Активация ключей игр. CD-ключ — это своеобразный код для активации игры в сервисе Steam, который представляет собой набор из 13 символов (старый вариант Retail-версии Half-Life), 18 символов (Prey), 25 символов (SiN Episodes: Emergence) и 26 символов (The Witcher 2: Assassins of Kings), которые в свою очередь состоят из латинских букв и цифр. Обычно CD-ключ отпечатан на наклейке под диском или на самом диске (Retail-версия), на задней стороне буклета (DVD-версия) или же на отдельном листе (Коллекционное издание). Также ключ подтверждает вашу покупку игры, при его введении в окошке Product Activation игра немедленно подключается к вашему Steam-аккаунту. Кроме продуктов Valve Corporation ключами можно активировать игры сторонних разработчиков. Также в некоторых случаях данные ключи можно использовать и на сайтах разработчиков игр. Например, при покупке в Steam игры The Sims 3 или любого дополнения к ней выдаётся ключ (отдельный для самой игры и отдельный для каждого дополнения), который можно активировать на официальном сайте игры для получения SimPoints — валюты электронного магазина Store, в котором продаются дополнительные предметы для данной игры.
- Возврат возможен только в течение 14 дней и при условии, что пользователь провёл в игре не более двух часов[45].
- Потоковая загрузка — Steam поддерживает потоковую загрузку контента[46]. Это позволяет распределить приоритеты загрузки содержимого. Таким образом, сначала загружается часть игры, необходимая для запуска. Остальные файлы (в правильном порядке) — в фоновом режиме. Загрузка уровня игры приостанавливается, если ещё не загружены необходимые файлы. Потоковое содержание требует дополнительных усилий со стороны разработчика, поэтому её активно используют не так много игр.
- Режим Big Picture — 10 сентября 2012 года вступил в бета-тест, а 3 декабря вышел официально. Big Picture — это режим работы Steam, оптимизированный для больших экранов телевизоров и управления геймпадом. Нажатием одной кнопки Steam будет переключаться в полноэкранный режим, оптимизированный для удобства чтения и использования на телевизоре, без клавиатуры и мышки, хотя они тоже поддерживаются. Специально разработанные версии браузера и Сообщества позволят общаться с друзьями и путешествовать по интернету без клавиатуры, не испытывая при этом никаких проблем. В октябре 2022 года был представлен обновлённый режим Big Picture в режиме бета-тестирования[47].

### Дополнительные возможности
- Steam Cloud — Данная функция позволяет сохранять игровые данные (такие как личные конфигурации, настройки клавиатуры и мыши, лого-спреи для мультиплеерных игр, файлы сохранений) на серверах Valve[48].
- Также Steam позволяет владельцам интернет-клубов заключить договор на использование системы CyberCafe, позволяющей пользоваться значительной частью Steam-игр[49] за определённую ежемесячную абонентскую плату.
- Сетевая игра — В обязанности части Steam, ответственной за игры через Интернет, входит получение списка серверов, проверка версий клиента и сервера для обеспечения их совместимости, а также предоставление серверу сведений об учётной записи Steam и блокирование аккаунтов, уличённых в нечестной игре службой Valve Anti-Cheat, доступа ко всем сетевым Steam-играм, поддерживающим технологию VAC. Также Steam блокирует доступ к Steam-серверам пользователям, не имеющим учётной записи Steam (No-Steam версии игр) или на учётной записи которых нет купленной игры, что является ещё одним компонентом защиты DRM. Этот компонент не может обходить взломанные версии Steam, поскольку это требует взлома или обхода серверов аутентификации Valve.
- Matchmaking — функция была представлена вместе с выходом Left 4 Dead. Это нововведение позволило производителям пользоваться серверами Steam для своих многопользовательских игр. Для пользователей таких игр появилась возможность поиска доступных сессий в списке серверов, или создание своих собственных в лобби игры. Matchmaking состоит из двух компонент — серверной, которая предоставляется Steam и в которой хранится вся информация о серверах(количество, загруженность, ip-адреса, названия карт и т. п.), и клиентской, которая встроена в игру в виде интерфейса для подбора игровых сессий.
- Инвентарь Steam — Данная функция впервые появилась в Steam в ходе классовых обновлений Team Fortress 2, где за выполнение определённых достижений или просто в процессе убийства противников игроку выдавалось усовершенствованное оружие, которое складывалось в особый рюкзак, ассоциированный с идентификатором Steam. Позже в Team Fortress 2 помимо вооружения появились предметы, не влияющие на игровую механику, такие как одежда персонажей. В 2010 году система инвентаря была значительно переработана — просмотр инвентаря стал доступен через сайт Steam-сообщества для каждой игры, использующей данную функцию, а также появилась возможность торговли и обмена предметами между игроками и покупки их через связанный со Steam внутриигровой магазин. Однако некоторые предметы, такие как особое оружие, обменять нельзя[50][неавторитетный источник]. В 2011 году инвентарь был вновь переработан, и появилась возможность просмотра и обмена игровых предметов непосредственно через сайт Steam[51]. Кроме того, подарки, гостевые приглашения и купоны на скидки стали также ассоциироваться как предметы инвентаря, относящиеся к категории Steam, и также появилась возможность их обмена. Также в категорию Steam включаются специальные предметы (например, уголь), приуроченные к особым акциям и дающие возможность выиграть призы или обменять их на дешёвую игру. По умолчанию предметы из категории Steam видны только владельцу аккаунта, в то время как предметы из игр могут быть видны другим игрокам, в зависимости от приватности профиля[52].
- Мастерская Steam — служба хостинга внутриигрового контента, позволяющая пользователям Steam размещать собственные различного рода модификации к видеоиграм. В их числе: игровые локации, модификации игрового процесса, цифровая атрибутика и прочее.
- Торговая площадка Steam — 14 декабря 2012 года вступил в бета-тест который позволяет пользователям продавать внутриигровые предметы. Продавец сам может выставлять цену каждого предмета, вплоть до 300$. Изначально сервис был запущен в режиме бета-тестирования и позволял продавать лишь ограниченный набор предметов только из Team Fortress 2, а ближе к Новому году стал доступен и для других игр. Все операции проводятся через Steam Wallet. С каждой сделки взимается процент, который оплачивает сам покупатель. В случае с Valve и Team Fortress 2 налог равен 10 %.
- Система достижений — В некоторых играх существуют достижения — необязательные игровые задания, при выполнении каждого из которых в игре сохраняется информация. При этом, если Steam запущен в онлайн-режиме, достижение также сохраняется на аккаунте Steam, что позволяет восстановить полученные ранее достижения при переустановке игры. Первыми играми, использующими эту систему, стали игры Orange Box. Все игры из этого набора, кроме Half-Life 2 и Half-Life 2: Episode 1 (для PC-версий этих игр достижения появились только 26 мая 2010[53]), предлагали игрокам произвольный набор достижений, выполнение которых не несло абсолютно ничего, кроме информации в статистике Steam. Однако, спустя некоторое время, выполнение достижений отобразилось на игровом процессе сетевого командного шутера Team Fortress 2, для которого на данный момент выпускаются обширные обновления, расширяющие вооружение каждого игрового класса. Вместе с каждым таким обновлением разработчики дополняют список достижений набором специально для усовершенствованного класса. Выполнение достижений может открыть новое оружие, кроме того, задания могут заставить поменять игровую тактику. На данный момент Team Fortress 2" а также «Portal 2» являются единственными играми, полноценно использующими возможности достижений. Другой сетевой шутер Valve, Day of Defeat: Source, после перехода на обновлённый игровой движок тоже получил набор достижений, однако их выполнение не влияет на игровой процесс. Позже система была добавлена в набор для разработчиков Steamworks, что позволило добавить достижения в любые Steam-игры.

### Социальные функции
- Steam Community — 12 сентября 2007 года было выпущено обновление для Steam (официально названное Steam Community), призванное облегчить общение между пользователями сервиса. Steam Community позволяет создавать свои персональные web-странички в системе Steam, создавать группы и вступать в них. В каждой группе есть чат, число участников в котором отображается на странице группы. Статус каждого участника отображается на его страничке: В сети, Отключён от сети, Отошёл, Занят, В игре (с указанием названия игры) и Сплю (недоступный для самостоятельного выбора статус, выставляющийся автоматически после двухчасового бездействия клавиатуры и мыши). Также на личной страничке отображается статистика времени игры за последние две недели, отдельно для каждой игры. Время, проведённое за No-Steam игрой, в статистике не отображается. Чат в Steam был значительно переработан к выходу Steam Community. Была добавлена возможность голосового общения, а возможное число участников возросло до нескольких десятков (ранее было возможным общение только один-на-один). Главным обновлением Steam-чата является возможность использовать его в любой игре, даже если она не продаётся в Steam: если в меню Steam разрешена соответствующая опция, определённой комбинацией клавиш (по умолчанию Shift+TAB) открывается полупрозрачное меню Steam Overlay — интерфейс Steam Community поверх изображения игры.

## Операции с аккаунтом
Пользователь может создать неограниченное количество учётных записей.

### Активация
DRM-функциональность службы Steam помогла в борьбе с пиратством, хотя и не до такой степени, как рассчитывалось. Преимущества (доступ к обновлениям и официальным игровым серверам), предоставляемые Steam, оказались достаточно весомыми аргументами в пользу лицензионных версий; более того, Steam настолько лучше традиционно применяемых средств борьбы с пиратством (защитой от копирования), что средства защиты от копирования SecuROM, требовавшие присутствия диска с игрой в дисководе для игры в коробочную версию Half-Life 2, были в конце концов удалены из Steam.
Сам Гейб Ньюэлл заявлял, что его не волнуют действия пиратов, так как Steam, по его мнению, надёжно защищает игры компании.

### Покупка игр
Вместо покупки коробок с играми, дисков и CD-ключей, пользователь Steam получает возможность загружать купленные игры со Steam-серверов из любого места, где возможно использование Steam-клиента. Игры могут быть приобретены как по отдельности (с некоторыми исключениями), так и в составе «пакетов» из нескольких игр (если таковые имеются), как правило стоящих дешевле, чем общая стоимость игр в отдельности, иногда даже в несколько раз (при этом можно скачать лишь часть игр из пакета в любой комбинации).
Все покупки производятся с рабочего стола Steam-клиента или на сайте магазина через любой браузер, а данные передаются через зашифрованное соединение. Для обеспечения большей безопасности платёжная информация не сохраняется, поэтому каждый раз её необходимо вводить заново (однако если привязать аккаунт PayPal — то снова данные вводить не придётся, только пароль PayPal). Покупки производятся через виртуальную корзину. В Steam присутствует кошелёк, на который пользователи могут переводить деньги и держать их в нём. Оплата покупок возможна либо через этот кошелёк, либо переводом денег. Поддерживаются следующие способы оплаты и пополнения кошелька:
Дебетовые карты Maestro, популярные в Европе, напрямую не поддерживаются, но могут быть использованы при платеже через PayPal. Долгое время способы оплаты были ограничены только кредитными картами и банковскими платёжными системами, использующими аккаунты, привязанные к кредитным картам. Это послужило причиной критики Steam преимущественно в странах, где на получение кредитных карт установлены жёсткие критерии (например, возрастные) и преимущественно развиты небанковские платёжные интернет-системы (например, WebMoney). Для РФ и СНГ ситуация изменилась 2 ноября 2010 года, когда для этих стран Steam разрешил оплату игр посредством WebMoney.

### Блокировка аккаунта
Valve оставляет за собой право блокировать аккаунт пользователя при обнаружении с его стороны преступных намерений, например, мошеннические действия с банковскими картами, «отмывание» денег путём передачи подарка, купленного со взломанной карты, пиратство и взлом игр, кража или торговля чужими учётными записями (при этом есть возможность использования учётной записи на нескольких устройствах и предоставление игры в аренду через Family Sharing), фишинг и намеренный обман пользователей.
Также иногда учётная запись может быть временно заблокирована, если, например, аккаунт был украден и Valve блокируют его до установления настоящего владельца.
После блокировки аккаунта пользователь лишается возможности скачать и играть во все ранее приобретённые игры, имеющие привязку к Steam, включая коробочные версии.
Деньги в случае блокировки аккаунта не возвращаются.

## Влияние
Появление Steam сильно повлияло на разработки инди-игр, создатели которых зачастую не могли найти себе издателя. Распространение нестандартных игр на дисках с точки зрения издателей — рискованный шаг, ведь заранее неизвестно, как отнесутся к игре покупатели. Метод цифровой дистрибуции, позволяющий отказаться от затрат на печать дисков, документации и коробок, а также от издержек на продажу через торговые сети, позволяет издавать такие игры с меньшим финансовым риском.
После того, как Valve начала распространять через Steam игры Darwinia и Red Orchestra, их разработчики получили сразу несколько предложений от розничных издателей, так как эти игры продемонстрировали свою востребованность.
Также распространение Steam повлияло и на цифровую дистрибуцию в целом. Сразу после выхода Half-Life 2 (требующей обязательной установки Steam) этот сервис привлёк внимание очень многих игроков. Steam стал первым удачным проектом в этой области (около 25 % копий Half-Life 2 было продано через Steam).
Вскоре после этого о создании своих подобных сервисов заявили несколько крупных компаний, таких как Sega, EA Games и 3D Realms. Более мелкие компании, такие как Stream Theory и Virgin Games, также анонсировали свои проекты.
Однако некоторые из них не довели собственные проекты до завершения. Sega стала продавать свои игры в Steam, а сервис Triton компании Game xStream, распространявший игры 3D Realms, был закрыт (игры 3D Realms также перешли в Steam). Electronic Arts тоже распространяет некоторые свои игры через Steam, несмотря на наличие собственной торговой площадки Origin (помимо цифровой дистрибуции, этот сервис предназначен и для онлайн-продаж игр на физических носителях).
В конце ноября 2008 года Брэд Уорделл (англ. Brad Wardell), глава компании Stardock, которая владеет сервисом цифровой дистрибуции Impulse, заявил, что, по его мнению, «бесспорным лидером на рынке цифровой дистрибуции игрового контента для РС является Steam — у него примерно 70 % рынка. Наш сервис Impulse идёт на втором месте примерно с 10 %. Все остальные разделяют оставшиеся 20 %». Он также добавил, что в 2009 году издатели получают около 25 % суммарного дохода от продаж игр через подобные сервисы.
В июле 2022 года появились сообщения, что китайские пользователи активно используют Steam для обхода цензуры и доступа к порноконтенту, что может стать одной из причин блокировки сервиса в КНР.